# Heřmanov (Ústí nad Labem)
Heřmanov é uma comuna checa localizada na região de Ústí nad Labem, distrito de Děčín.